# دومينيك بوك
دومينيك بوك (بالألمانية: Dominik Bock)‏ (ولد في 20 يناير 1995) هو لاعب كرة قدم ألماني. يلعب كلاعب وسط في نادي كارل زايس يينا.

## روابط خارجية
- دومينيك بوك على موقع قاعدة بيانات كرة القدم.إي يو (الإنجليزية)
- دومينيك بوك على موقع عالم كرة القدم.نت (الإنجليزية)